# مجله نیویورک تایمز
مجله نیویورک تایمز (انگلیسی: The New York Times Magazine) هفته‌نامه‌ای برای پخش در روزهای یکشنبه است که به همراه نسخه روز یکشنبه روزنامه نیویورک تایمز منتشر می‌شود. مقالات این مجله طولانی‌تر از مقالات روزنامه‌هاست و نویسندگان سرشناسی در آن قلم می‌زنند. نیویورک تایمز برای تصاویرش به‌خصوص عکس‌هایش در زمینه مد و سبک زندگی نیز شهرت دارد.
در این مجله انواعی از جدول هم وجود دارد که از زمان تأسیس مجله محبوب بوده‌اند.